# Los Zetas
Los Zetas o Cártel de Los Zetas, fue un cártel mexicano cuyas actividades delictivas iban desde el narcotráfico, piratería, homicidio, robo de bancos, robo de camiones de valores,  lavado de dinero hasta delitos cibernéticos.
Su área de influencia era Tamaulipas principalmente en la ciudad de Nuevo Laredo, pero extendieron su actividad a Nuevo León y Coahuila, llegando posteriormente a estados como Nayarit, Sonora, Sinaloa (Los Mochis), Puebla, Hidalgo, Zacatecas, Aguascalientes, San Luis Potosí, Durango, Tabasco, Campeche, Chiapas, Guanajuato, Querétaro, Veracruz, Oaxaca, Tlaxcala y Baja California Sur. Tenían operaciones extranjeras en países como Estados Unidos, Guatemala, Honduras, Costa Rica, y otros países de América del Sur, Europa y Asia, llegando a ser considerados la más dura competencia que tenía el Cártel de Sinaloa para el control del narcotráfico internacional. En los últimos tiempos, Los Zetas se han fragmentado y han visto disminuir su influencia. A partir de marzo de 2016, Grupo Bravo y Zetas Vieja Escuela (dos escisiones de Los Zetas) habían formado una alianza con el Cártel del Golfo contra el Cártel del Noreste.

## Líderes
El nombre de Los Zetas fue acuñado desde la época de uno de los fundadores de la organización, quien trabajaba para el ejército mexicano y posteriormente era comisionado en la Policía Judicial Federal (PJF) mexicana y cuyo nombre en clave para comunicaciones radiales era Z1, código dado a oficiales de alto rango. Como en el código radial para comandantes de la PJF eran estos conocidos informalmente como yanquis, así los oficiales de dicha dependencia a cargo de una ciudad tenían el código Z y eran identificados, por ende, como zetas. También se dice que por el color del uniforme de los oficiales se llaman zetas, por ejemplo el azul pavo se llama zeta cinco. Lazcano y Decena siempre quisieron utilizarlos pero están reservados para oficiales de alto rango del ejército mexicano, por eso tomaron el nombre de allá, para vestirse siempre de zeta. En las fotos que circularon de "se busca" aparecieron portando trajes sastres y camisas similares a los uniformes "zetas...". Además, en relación con lo antes mencionado, el grupo zeta se derivó de varias organizaciones de alto desempeño militar o llamados grupos alfas, lo que hizo a Los Zetas lo contrario o final en razón del abecedario, siendo el zeta conocido como el contra del alfa.

## Historia
Los primeros integrantes de Los Zetas, en su tiempo de militares, se capacitaron en la Escuela de las Américas que, al momento de su entrenamiento, había sido trasladada a Fort Bragg, en el estado de Carolina del Norte, desde su sede original en Panamá, y cuyo objeto aparente era entrenar a los mejores oficiales de varios países latinoamericanos para contrarrestar y combatir movimientos de izquierda. Pero pasado un tiempo, un número creciente de ellos pasó de combatir el narcotráfico a formar su propia red de narcotráfico, que compitió con otras organizaciones existentes.
El origen del grupo delincuente remonta a Arturo Guzmán Decena, que se dio de alta en el ejército el 12 de mayo de 1992 y desertó el 27 de septiembre de 1997, habiendo sido soldado de infantería por casi cinco años, experto en combate y entrenado por militares israelíes. A su baja del ejército, debido a las malas condiciones laborales y los bajos salarios dentro del ejército, se llevó con él a algunos integrantes del 70.º batallón de Infantería, del 15.º regimiento de caballería motorizada y de los fusileros paracaidistas. En 1999, empieza a trabajar para Osiel Cárdenas Guillén, reclutando a exmilitares para crear el brazo armado del Cártel del Golfo; finalmente, empieza a reclutar a integrantes en servicio activo del batallón 15.º de infantería en Tampico perteneciente a la 8.ª Zona Militar, situada en Reynosa, Tamaulipas, los cuales desertaron del ejército y se integraron a Los Zetas. Se dice que de este batallón salieron al menos siete elementos del Grupo Aeromóvil de Fuerzas Especiales (GAFE). Arturo Guzmán Decena murió durante un enfrentamiento en noviembre de 2002 en Matamoros (Tamaulipas).
En octubre de 2008, el diario Washington Times informó sobre una advertencia del FBI acerca de que Los Zetas se estaban preparando para enfrentar de manera violenta a las fuerzas policíacas estadounidenses que operaban en el estado de Texas.
El boletín informaba que las acciones militares iban a ser lideradas por la célula de Los Zetas en Texas a cargo de Jaime González Durán, alias 'El Hummer', uno de los miembros fundadores de Los Zetas, quien también planeaba las operaciones que se hacían  para transportar las drogas ilícitas a Texas. González Durán fue capturado el 8 de noviembre de 2008 en la ciudad de Reynosa, Tamaulipas.
Durante esta operación el ejército también aseguró un histórico arsenal, al incautar en una casa de seguridad de Los Zetas más de 400 armas de fuego, 500.000 cartuchos y 287 granadas.
A principios del mes de marzo de 2010, Los Zetas se desligaron del Cártel del Golfo.
En el año 2014, el gobierno estadounidense de Barack Obama calificó de “amenaza global” a Los Zetas, comparable a la Camorra de Italia, los Yakuza en Japón o el Círculo de los Hermanos en Rusia. En 2016, Los Zetas fueron señalados de ejecutar [crímenes de lesa humanidad] en México.  La organización se formó a partir de un grupo de militares de élite que desertaron del Grupo Aeromóvil de Fuerzas Especiales (GAFE), del Grupo Anfibio de Fuerzas Especiales (GAFE) y de la Brigada de Fusileros Paracaidistas (BFP) del Ejército Mexicano. Debido a los golpes dados por las autoridades y los cárteles rivales, permitió en sus últimos años el ingreso a la organización a cualquiera sin formación militar; por lo general, jóvenes de 15 años en adelante, además de tener nexos con organizaciones criminales internacionales.
Después de la captura de Omar Treviño Morales, alias el Z-42, el cártel se dividió en dos facciones que se mantuvieron en guerra hasta 2018: una liderada por José María Guizar Valencia, alias Z-43, llamada "Vieja Escuela" y/o "Vieja Guardia", quien fue capturado en Ciudad de México en febrero de 2018, y la otra por Juan Francisco Treviño Morales, alias Kiko Treviño, esta última llamada "Cartel Del Noreste", quien fuera capturado en Estados Unidos en 2016.
En abril de 2020 una célula de los Zetas estuvo repartiendo despensa en el municipio de Coatzacoalcos, con el propósito de apoyar a la población afectada por la Epidemia de COVID-19. Habitantes que hoy reciben el “apoyo” han sido víctimas de la disputa entre cárteles por varios años.

### Conflicto con el Cártel del Golfo
En febrero de 2010 inicia una guerra entre el Cártel del Golfo y Los Zetas, principalmente en el estado de Tamaulipas, dando como resultado que numerosas ciudades fronterizas se convirtieran en "pueblos fantasma", como la franja fronteriza conocida como "La Frontera Chica", conformada por las ciudades de Miguel Alemán, Ciudad Mier, Camargo y Nueva Ciudad Guerrero.
La violencia se registró desde Ciudad Mante hasta Monterrey, donde se registraron numerosos enfrentamientos entre ejército y sicarios, secuestros, homicidios, extorsiones, narcorretenes y narcobloqueos de carreteras y avenidas principales en ciudades como Reynosa, Heroica Matamoros, Monterrey, Santa Catarina, San Nicolás y Guadalupe. Así mismo, dejaron desoladas las ciudades fronterizas antes mencionadas con tal violencia e inseguridad que detuvieron casi por completo su actividad económica y social, desplazando además a la población nativa del campo al interior del país y a las grandes ciudades.
El conflicto favoreció en un principio al Cártel del Golfo, dando como resultado un repliegue de Los Zetas, pero después se da un contraataque de éstos, en el que algunas plazas fueran recuperadas por Los Zetas, como la de Ciudad Mante, retenida por al menos 3 semanas del mes de marzo de 2010 por el Cártel del Golfo, quienes realizaron homicidios, balaceras y topetones con el ejército, viniendo después un ataque de Los Zetas, que recuperaron el control de esta ciudad, quedándose también con el control de todo el estado de Nuevo León.
Los enfrentamientos entre Zetas y miembros del Cártel del Golfo se dieron en gran parte de la frontera noreste de México, en donde llegaron a participar convoyes de hasta 100 camionetas de ambos bandos. El Cártel del Golfo identifica a sus miembros mediante las siglas/claves de sus comandantes y con las letras "CDG", mientras que los Zetas utilizaban la sigla "Z".
En noviembre de 2010 el ejército mexicano, junto con la Policía Federal y la Marina, puso en marcha un operativo en torno al norte del estado de Tamaulipas, permitiendo que cientos de familias regresaran a sus hogares después de meses de exilio en otros estados, principalmente en municipios como Ciudad Mier, donde se da el regreso de alrededor de 4000 personas.
En octubre de 2011, el grupo de Los Zetas se refugia principalmente en el Estado de Coahuila, desde donde los jefes de este cártel buscaban reorganizar sus fuerzas.
En noviembre de 2011, Los Zetas reforzaron su plaza en San Luis Potosí, municipio de Soledad de Graciano Sánchez, siendo el ancla para reclutar personal usando a la Policía Estatal, Municipal y Ministerial.
Durante 2011 y 2012, Los Zetas sufrieron varias fracturas dentro de su estructura, esto debido a la muerte de Heriberto Lazcano Lazcano, alias El Lazca y, posteriormente, a la detención de Miguel Treviño Morales, alias el Z-40. Tal fue la gravedad de estas divisiones que varias células de Los Zetas pasaron al bando del Cártel del Golfo.
En octubre de 2013, los líderes de Los Zetas intentaron recuperar los territorios perdidos frente al Cártel del Golfo, por lo cual enviaron refuerzos a todo el noreste; con esto, la región conocida como "La Frontera Chica", fuertemente controlada por el Cártel del Golfo, volvió a ser escenario de peleas entre los dos cárteles de la droga.
Tras breves lapsos de "paz" entre ambos bandos, pero aún con confrontaciones, Los Zetas terminaron controlando todo el estado de Nuevo León, la mitad de la llamada Frontera Chica (de Nuevo Laredo a Ciudad Mier), con algunas incursiones y operaciones en Camargo y Miguel Alemán y, prácticamente, todo el estado de Tamaulipas, con excepción de la otra mitad de la frontera (de Miguel Alemán a Heroica Matamoros) y de toda la costa del estado, llegando hasta la zona metropolitana de Tampico, Ciudad Madero y Altamira, los cuales quedaron en mando del Cartel del Golfo.
Ambos carteles, Zetas y del Golfo, sufrieron constantes fracturas internas, principalmente desde 2013 y 2014 hasta la fecha por parte del Cartel del Golfo, y desde 2016 hasta 2018, desapareciendo la facción Vieja Escuela, por parte de Los Zetas. Una de las principales causas de las disputas internas en el cártel de Los Zetas fueron los señalamientos de algunos mandos del cártel hacia los hermanos Treviño Morales (Z-40 y Z-42) de, presuntamente, traicionar a otros líderes de la organización como El Mamito, El Lazca, El Rex, entre otros, los cuales fueron puestos a merced de las autoridades debido a que los Treviño, presuntamente, filtraron información de su ubicación para quedarse con el control absoluto del cártel. Esto causó una disputa interna entre una facción Zeta, la cual se hizo llamar "La Vieja Guardia" y/o "La Vieja Escuela", los cuales intentaron quitarle el mando y disputarle territorios a la familia Treviño Morales, quienes dirigen la otra facción Zeta, llamada "Cartel del Noreste" (CDN).

### Fractura de la organización
Con la captura de Leandro Sánchez, un grupo de Zetas le declararon la guerra a la familia Sánchez Morales, prometiendo esta vez volver a la "Vieja Escuela" del narcotráfico y respetar a la población civil; así mismo, señalaron a los Treviño como supuestos traidores, originando una disputa interna por el control del cártel en los estados de Tamaulipas, Nuevo León y Oaxaca. 
Fueron varias y diferentes células las que integraron los brazos armados Zetas; sin embargo, fueron dos bandos los que agrupaban a una u otra célula, enfrascados en una guerra interna por los territorios y control del cártel. Por un lado está la facción Zeta, liderada por la familia Treviño Morales, autodenominado Cartel del Noreste (CDN), la cual es la única que esta activa; y la otra, la que apoya al Z-74 y al Comandante Rex, entre otros, quienes aseguraron oponerse al mando de Francisco Treviño, que quedó desmantelada con la captura del último Zeta original. Podría decirse que esta facción fue la más apegada a los mandos iniciales, pues estaba conformada por algunos Zetas que fueron siervos de Lazcano u otros mandos Zetas de antaño creadores del grupo original de Los Zetas (El Talibán y/o Z-50 y El Rex, ambos detenidos); por eso se hicieron llamar "La Vieja Guardia" y/o "La Vieja Escuela". 
Durante el conflicto con su contraparte de la facción Zeta del Cartel del Noreste, la facción Zeta de la "Vieja Guardia" sufrió fracturas internas y desacuerdos entre sus mismos integrantes, generando grupos Zetas que terminaron actuando por su cuenta contra ambos bandos y contra cárteles rivales, por lo que para poder soportar los embates de Los Zetas del Cartel del Noreste, la facción Zeta de la "Vieja Escuela" tuvo que hacer una alianza con la facción de Heroica Matamoros, del también debilitado Cártel del Golfo, para enfrentarse contra Los Zetas del Cartel del Noreste y contra otras facciones del Golfo, como la de Reynosa.

### Desmantelamiento de la facción Vieja Guardia y de Los Zetas
La facción "Vieja Guardia" y/o "Vieja Escuela" (por ende, el grupo original de Los Zetas) quedó completamente desmantelada con la captura, el 3 de abril de 2022, de José María Guizar Valencia, alias Z-43, en Ciudad de México, lo que hizo temer la presencia de narcos mexicanos en la capital del país, la cual es considerada como una zona segura en medio de la violencia entre cárteles que azota al país.

## Estructura
Tras la muerte de Heriberto Lazcano Lazcano, alias Lazca o Z-3, por elementos de la SEDENA, tomó el control de la organización Miguel Treviño Morales, alias Z-40, quien, tras su detención, heredó el mando automáticamente a su hermano Omar Treviño Morales, alias Z-42, el cual fue capturado en 2015, quedando en medio de una guerra el liderazgo de la organización entre la facción de José María Guizar Valencia, alias Z-43, y la facción de la familia Treviño Morales, llamada "Cartel del Noreste", la cual ha debilitado al grupo delincuencial mermando su cantidad de miembros, entre muertos y capturados por las autoridades. Guizar Valencia era el último de los 43 miembros originales de Los Zetas y lideraba la facción conocida como "Vieja Guardia" y/o "Vieja Escuela" hasta su detención por parte de las autoridades, con lo cual se confirma el desmantelamiento de está facción Zeta, quedando solo el Cártel del Noreste con algunos negocios del grupo a nivel nacional e internacional.
Algunos de los integrantes originales eran:
- Arturo Guzmán Decena, Z-1 (muerto),
- Alejandro Lucio Morales Betancourt,  (capturado),
- Heriberto Lazcano Lazcano, Z-3 (muerto),[20]
- Rogelio González Pizaña, Z-2 (capturado, liberado y posteriormente asesinado),[21]
- Luis Alberto Guerrero Reyes, Z-5 (muerto),
- Mateo Díaz López, Z-6 (capturado),
- Jesús Enrique Rejón Aguilar, Z-7 (capturado)
- Óscar Guerrero Silva, Z-8 (muerto),[22]
- Galdino Mellado Cruz, Z-9 ("muerto"),
- Omar Lormendez Pitalua, Z-10 (capturado, liberado y miembro activo de los Zetas Vieja Escuela),
- Flavio Méndez Santiago, Z-11 (capturado),
- Luis Reyes Enríquez, Z-12 (capturado, liberado por un error en el procedimiento de captura y después recapturado. Ejecutado en noviembre de 2018 por sus rivales del Cartel del Noreste),[23]
- Raúl Hernández Barrón, Z-13 (muerto),
- Efraín Teodoro Torres, Z-14 (muerto).
- Germán Torres Jiménez, El Tatanka "El Z-25"
- Juan Pedro Saldívar Frías, "El Z-27"
- José María Guizar Valencia, Z-43 (capturado)
- Iván Velázquez Caballero, Z-50 (capturado)

### Rangos
Los niveles y jerarquías de Los Zetas, inspiradas en la disciplina militar, portaban nombres que determinaban su rango y deberes.
De menor a mayor rango eran:

#### Los Halcones, Punteros y otras células
Era el nivel más bajo, los vigilantes, encargados de espiar las actividades de la autoridad u otros cárteles. Generalmente eran autoridades municipales y jóvenes de entre 12 y 25 años con bajos recursos que viajaban en motonetas y automóviles, incluso sin matrícula. Cabe mencionar que los demás grupos criminales también utilizan halcones para espiar los movimientos de las autoridades. Les pagaban 5.000 pesos a la quincena. No son de origen militar.
Cabe destacar el grupo de "Las Cachorras" (en ocasiones llamadas "Las Flacas") un grupo de sicarias integradas por el Cártel de Los Zetas, Si bien el cártel se ha debilitado en los últimos años, este grupo sigue manteniéndose vigente y forman una parte importante del cártel ya que se dedican a la extorsión y el asesinato de rivales. La fundadora de este brazo armado fue Ana Karen Cuevas, quien entonces era pareja de Hernán Ramos “La Calaca”, que llegó a ser jefe de plaza de los Zetas en el Estado de Hidalgo. También sobresale Mireya Moreno Carreón (ex- polícia, apodada “La Flaca”), detenida y procesada por ser la jefa de plaza del municipio de San Nicolás de los Garza, Nuevo León. Actualmente está procesada por los delitos de tráfico de estupefacientes, homicidio calificado, portación de armas exclusivas de las fuerzas federales y Delincuencia Organizada.

#### Los Estacas o sicarios
Similar a una escuadra en el ejército mexicano, eran integrantes que operaban en la ciudad día y noche en convoyes de unas dos camionetas o más. Por lo general, eran 12 por operativo (similar a un pelotón) y hacían operativos en las ciudades, recibían órdenes de los comandantes, por ejemplo, para el apoyo en balaceras o ejecuciones de objetivos que dictaminaran los comandantes. Originalmente, esta era la formación que usaban los zetas para desplazarse, y los miembros que tenían entrenamiento militar dejaron como legado esta forma de organización a las nuevas generaciones de sicarios que eran, por lo general, expolicías, exmilitares, y jóvenes de entre 12 y 25 años, vestidos con chalecos, armas cortas, largas y sofisticadas, al igual que los militares. Les pagaban de 15.000 a 60.000 pesos a la quincena.
1

#### Los Cobras o "L"
Era el nivel de los encargados de los puntos de productividad; armados con armas largas o cortas. Asimismo, extorsionaban a la ciudadanía inocente. No eran de origen militar.

#### Los Zetas Nuevos
Integrado por los Kaibiles, exmilitares guatemaltecos con entrenamiento especial en combate urbano, combate en selva y otros más quienes portaban armas como AK-47, G3, M16, FAL, M82, MP5, Five-seveN, P90, M60,RPG-7 y granadas de fragmentación, chalecos antibalas, cascos de visión nocturna y equipo de radio comunicación de alta frecuencia. También había desertores del cuerpo de élite de la Secretaría de la Defensa Nacional (SEDENA), como el Grupo Aeromóvil de Fuerzas Especiales (GAFES), personal de la Brigada de Fusileros Paracaidistas (BFP), Policía Militar (PM) y grupos de infantería, todos con entrenamiento especial y con la obtención de cursos dados dentro de su respectivo campo militar.

#### Cobras Viejos o L Viejos
Integrados por gente de confianza pero, al carecer de formación militar, solo podían ser comandantes de Los L o Cobras como fue el caso del llamado Z-40, Miguel Ángel Treviño, quien, junto al Lazca, integró el pacto para la alianza de Los Zetas con los hermanos Beltrán Leyva; posteriormente, con la caída de los miembros fundadores, el Z-40 pasó a ser jefe de toda la organización hasta su captura, dando órdenes a los Zetas Nuevos, viejos y demás miembros.

#### Zetas Viejos
Eran los "originales" y que, en su mayoría, fueron exmiembros del "Grupo Aeromovil de las Fuerzas Especiales" (GAFE) que formaron a finales de los 90 y principios del 2000 el grupo. La mayoría fueron capturados o muertos en operativos de las fuerzas armadas o los cárteles enemigos.

### Otras posiciones
Al margen de esta estructura, el hermano de Osiel Cárdenas, conocido como "Tony Tormenta" (muerto por la Marina Armada de México), formó el grupo de "Los Escorpiones", que estaba integrado por exmilitares y civiles pero que, debido al pleito que tuvo Osiel con su hermano, cuando este último pretendió tomar su lugar dentro de la organización, fueron retirados en virtud de que Osiel cortó toda comunicación con Tony Tormenta, aunque lo dejó trabajar por su lado sin meterse con él.
Aparte de los anteriores niveles, en cada plaza, cada encargado de la misma tenía sus “informantes”, su “contador” y sus “sicarios”, estos últimos eran responsables de la seguridad personal del comandante, quien normalmente era una persona con conocimientos y relaciones en el lugar, sin problemas legales alguno y disponible en el momento que se necesitara. Su movimiento era principalmente en la ciudad y dependía directamente del comandante de la plaza.
El contador se encargaba de controlar los recursos económicos de la organización en el lugar que se tratara, y por lo que era quien pagaba los sueldos de todos y las nóminas de los servidores públicos que estaban en contubernio con la organización, recibiendo de ésta diversas cantidades de dinero. Era también quien tenía en su poder las llamadas “nóminas”, donde obraban los nombres de cada servidor público que participara con ellos. El principal contador de la organización se conoció como "Comandante Sol", por ser de los primeros Zetas.
Existían diversas casas en cada plaza donde se realizaba la confección y empaque de los pases de cocaína y heroína para surtir a las tiendas. En esos sitios se efectuaban el pesaje, corte y empaque de la droga. Ahí, trabajaban los maquilladores o pesadores, que eran los encargados de pesar la droga y envolverla en papeles que les llaman pizas. Tenían dicha categoría solo los ahora muertos o prisioneros Zetas fundadores.
Asimismo, los integrantes de este nivel se hacían llamar “los licenciados”, “los maestros” o “los ingenieros” en sus comunicaciones, por su nivel elevado.
Hasta 2018, no importaba la formación militar para ser comandante, jefe de plaza e, inclusive, jefe absoluto de la organización. Generalmente eran exmilitares y civiles de 18 años en adelante. La organización quedó fragmentada en grupos o células que peleaban entre sí (la más grande, la del Cartel del Noreste, que estaba en guerra con Los Zetas originales, facción que desapareció en 2018), cada una con sus jefes y comandantes independientes sin sujeción a un mando único. Con la captura del Z-42, no quedó un jefe absoluto entre la familia Treviño y el Z-43, último integrante original de Los Zetas capturado en 2018.

## Actividades delictivas
A continuación se presenta una lista de los más notorios crímenes perpetrados por Los Zetas en su momento:
- En febrero de 2004, un amplio grupo de sus comandos irrumpió en una prisión en Apatzingán y liberó a 25 miembros de Los Zetas.[32]
- En junio de 2005, asesinaron a Alejandro Coello, jefe de policía, quien tenía seis horas de ser juramentado.[32]
- En marzo de 2006, amenazaron con matar más y más personas si el reemplazo de Coello no desistía de su puesto de jefe de policía. Este finalmente cedió después de descubrir personalmente tres cuerpos carbonizados a un lado de la calle de la ciudad.[32]
- En noviembre de 2006, asesinan al cantante grupero Valentín Elizalde, cuando este salía de una presentación en la Expo-Feria en Reynosa, Tamaulipas.
- En febrero de 2007, varios miembros de Los Zetas vestidos con uniformes de la armada, masacraron a cinco oficiales de policía y a dos asistentes administrativos e hirieron a un numeroso grupo de personas en la ciudad de Acapulco.[32]
- En abril de 2007, Los Zetas asesinaron al jefe de policía de Chilpancingo mientras se encontraba comiendo en un restaurante con su familia.[32]
- En mayo de 2007 secuestraron, torturaron y asesinaron a Jacinto Granada, un capitán de la infantería mexicana.[32]
- En junio de 2007, Los Zetas robaron a muchos importantes casinos en Nuevo León, Veracruz, Coahuila y Baja California.[32]
- En septiembre de 2008, durante el aniversario de independencia en el estado de Michoacán, lanzan 3 granadas al público que se encontraba durante el evento, dejando como saldo 8 muertos y más de 100 heridos de gravedad. A partir de este evento terrorista, se lanzó una persecución del grupo criminal por parte de la familia michoacana, otra organización criminal, que forjó una enorme enemistad contra el grupo de Los Zetas.

- En febrero de 2009, secuestran y asesinan al general retirado Enrique Tello Quiñones a las afueras de Cancún, en Quintana Roo.
- En agosto de 2010, el Gobierno Federal de México señaló a Los Zetas como responsables de la masacre ocurrida en Tamaulipas, que acabó con la vida de 72 inmigrantes.[33]
- El 15 de febrero de 2011 asesinaron al agente estadounidense Jaime Zapata, quien estaba en el Servicio de Inmigración y Control de Aduanas de Estados Unidos.[34]
- El 18 de marzo de 2011, un grupo de aproximadamente 60 sicarios perpetran una masacre en Allende, Coahuila, en respuesta a una traición por parte de algunos de sus afiliados que proporcionaron información al gobierno de Estados Unidos. Se habló de hasta 300 muertos.[35]
- Asesinaron al director del Centro de Coordinación, Cómputo, Control y Comando de Seguridad Pública de Nuevo León (C-5), Homero Guillermo Salcido Treviño.
- El 17 de mayo de 2011 asesinaron y decapitaron a 27 guatemaltecos en una finca en el departamento de Petén, Guatemala.
- Desde el 6 de abril de 2011 se encontraron 193 cadáveres en la segunda masacre de San Fernando, en el estado de Tamaulipas.
- En junio de 2012 asesinan en San Nicolás de los Garza, Nuevo León, al rapero mexicano Adán Zapata junto a 3 integrantes de su grupo Mente en Blanco.
- Se atribuye a ellos el atentado terrorista llevado a cabo en el Casino Royale en Monterrey, donde quedó un saldo de unas 52 personas muertas y 10 heridos.[36]
- El 18 de septiembre de 2012 en el CERESO de Piedras Negras, Coahuila, un comando armado irrumpió, liberando a 132 reos del penal. Éstos fueron utilizados como sicarios durante largo tiempo; la mayoría de ellos eran Zetas ya encarcelados, y a los pocos meses fueron capturados más del 40% de los prófugos y otro 35% abatidos en enfrentamientos en diferentes municipios de Coahuila. Cabe señalar que entre los prófugos, el 10% de ellos eran mujeres. La teoría que dio a conocer el gobierno fue la de que los delincuentes salieron por un túnel fabricado desde adentro, aunque otra teoría cuenta que los mismos custodios fueron comprados o amenazados y los reos salieron por la puerta principal y abordados a dos camiones de pasajeros, cosa más obvia ya que la fuga solo duró alrededor de 10 minutos.
- Desde que inició el conflicto con el Cártel del Golfo, ambas organizaciones hicieron crecer su número de elementos, aplicando la leva a jóvenes, obligándolos a trabajar para sus fines.

## Golpes a la organización y detenciones
Las acciones de la Policía Federal y las Fuerzas Armadas de México debilitaron de manera considerable a la organización, abatiendo y deteniendo a gran número de sus integrantes hasta el punto de desaparecer la facción conocida como Vieja Escuela y/o Vieja Guardia. Por lo anterior, la organización se vio obligada a reclutar en sus filas a menores de edad de ambos sexos entre ambas facciones.
- El 7 de octubre de 2012 Heriberto Lazcano Lazcano murió abatido por elementos de la Armada de México mientras veía un juego de béisbol. En un comunicado en el que se incluyen dos fotografías, una de las cuales fue tomada en un anfiteatro y que corresponde al de una persona con camisa negra y la otra es un acercamiento a la cara del mismo cadáver, la Secretaría de Marina de México reitera que existen indicios de la identidad de Lazcano, a pesar de que el cadáver fue robado por un comando.[37]

- En diciembre de 2011, elementos de la Secretaría de Marina capturaron en Córdoba, Veracruz, a Raúl Lucio Hernández Lechuga, más conocido como El Lucky, identificado como uno de los líderes y fundadores de Los Zetas, cuyas operaciones delictivas abarcaban Veracruz, Oaxaca y Puebla. La Procuraduría General de Justicia del Estado de Tabasco capturó a Alfredo Ceballos Ortiz, conocido como El Gel o El Vaselina, jefe de plaza del municipio de Cárdenas, Tabasco. La Policía Federal capturó a Javier Amado Mercado Guerrero, El Indio, presunto líder de Los Zetas en Poza Rica, Veracruz.

- Durante el mes de noviembre de 2011, el Ejército mexicano informó de la captura de Santos Ramírez Morales, alias Santos Sapo, líder de Los Zetas en Tabasco, y también informaron de la captura de Francisco Javier Márquez de la Rosa, alias El Pancho, importante operador en la ciudad de Torreón, Coahuila. Asimismo, Tareck el Aissami, Ministro del Poder Popular para Relaciones Interiores y Justicia de Venezuela, anunció la aprehensión del narcotraficante Maximiliano Bonilla Orozco, alias el Valenciano, enlace de Los Zetas de México que articulaba a otras organizaciones criminales de Centroamérica. La XI Primera Región Militar del Ejército Mexicano informó de la detención de José Guadalupe Cháirez Caldera, alias El Loco, principal distribuidor de cocaína en Coahuila.

- En octubre de 2011, la Marina captura a Carlos Arturo Pitalúa Carrillo, alias El Bam Bam, jefe de plaza en Veracruz. Elementos de la Marina-Armada de México, mediante un minucioso operativo en el estado de Veracruz, capturan a Carmen del Consuelo Sáenz Márquez, alias Claudia, operadora financiera para Los Zetas en Veracruz, Hidalgo, Oaxaca, Tabasco y Quintana Roo. Asimismo, continúan las aprehensiones de los implicados en la masacre en el Casino Royale en Monterrey.

- Durante septiembre de 2011, elementos de la Secretaría de Marina-Armada de México, logran desmantelar una extensa red de comunicaciones de Los Zetas en el estado de Veracruz.[38] Es capturada por las fuerzas armadas Verónica Mireya Moreno Carreón, alias La Vero y/o La Flaka, quien se desempeñaba como jefa de la plaza en San Nicolás de los Garza (Nuevo León).[39] La Marina captura a Marisol Lira Contreras o Marysol Lira Contreras, alias La Flaquita, quien estaba en posesión de casi 5 millones de pesos en efectivo, y quien es la actual pareja del segundo líder de Los Zetas en Nuevo León, el que logró escapar de los efectivos castrenses en el mismo operativo.

- En agosto de 2011, son capturados Valdemar Quintanilla Soriano, alias El Adal, identificado como el segundo operador financiero más importante a nivel nacional del grupo delictivo, y Raúl García Rodríguez, conocido como El Sureño, líder de Los Zetas en San Nicolás de los Garza (Nuevo León).

- Durante el mes de julio de 2011, Jesús Enrique Rejón Aguilar, más conocido como El Mamito, considerado como uno de los líderes y el tercero al mando de Los Zetas, fue capturado por la Policía Federal en el Estado de México. El mismo mes, es capturado Cristóbal Flores López, alias El Golón, quien controlaba los municipios de Anáhuac y Lampazos (Nuevo León), además de Candelas (Coahuila).

- En junio de 2011, cae abatido por Fuerzas Federales uno de los líderes de Los Zetas en Nuevo León, Fernando Rodríguez Hernández, más conocido como El Fabuloso. Rodolfo Bautista, alias El Calabaza, líder de la organización en Cancún, es detenido por la Policía Federal. Albert González Peña o Franco Bueno Peña, más conocido como El Tigre, jefe de plaza en el estado de Veracruz, es arrestado por los federales. Raúl Eduardo Martínez Lugo, alias La Chiva, es detenido en Nuevo León por el Ejército Nacional. Víctor Manuel Pérez Izquierdo, más conocido como El Siete Latas, líder de Los Zetas en Quintana Roo, es detenido por la Policía Federal.

- El mismo mes de junio de 2011, la Marina de México asegura un millonario arsenal del grupo en Coahuila: se recuperan 204 armas largas; 11 armas cortas; 29.621 cartuchos; 778 cargadores; 15 granadas de fragmentación; dos granadas calibre 40 milímetros; 563 uniformes tipo camuflaje con logotipos de la Armada; y equipo táctico.

- Durante el mes de mayo de 2011, la Marina Armada de México captura a José Manuel Díaz Guardado, alias El Comandante 7, líder en Coahuila. Autoridades abaten a Rolando Veytia Bravo, jefe de Los Zetas en el puerto de Veracruz.

- En abril de 2011, es arrestado el presunto autor intelectual de la masacre de San Fernando (Tamaulipas), Martín Omar Estrada Luna, más conocido como El Comandante Kilo, mediante un operativo de la Marina Armada de México. Son arrestados 32 integrantes de Los Zetas en el Estado de Hidalgo. Víctor Hugo Martínez Morales, alias El Maza, contador del grupo delictivo en el estado de Nuevo León, es capturado con 10 millones de pesos en Saltillo (Coahuila). El Ejército Nacional Mexicano abate a Juan Carlos Córdoba Ocaña, más conocido como El Furcio, principal operador de Los Zetas en Guadalupe (Nuevo León).

- Durante marzo de 2011 es capturado por elementos castrenses Víctor Emmanuel Delgado Medrano, alias El Chumil, líder de Los Zetas en Cancún (Quintana Roo). Los federales capturan a Marcos Carmona Hernández, más conocido como El Cabrito, líder en el estado de Oaxaca.

- En febrero de 2011, militares capturan a Sergio Antonio Mora Cortés, alias El Toto, en Saltillo (Coahuila), líder del grupo en San Luis Potosí. Federales capturan a Luis Miguel Rojo Ocejo, más conocido como El Oso Rojo, operador financiero en San Luis Potosí. La Marina captura a Sergio Mora Cortés, alias El Toto, líder de la organización en San Luis Potosí. Militares capturan a Julián Zapata Espinosa, más conocido como El Piolín, otro líder de San Luis Potosí. El ejército fulmina a "El Comandante Lino", líder en Nuevo León.

- Finalmente, el 14 de julio de 2013, Miguel Treviño Morales, alias Z-40, líder fundador y sucesor de Heriberto Lazcano y uno de los hombres más buscados por las autoridades mexicanas y estadounidenses, es interceptado y detenido por fuerzas militares y Policía Federal coordinados en un fuerte operativo de vigilancia, a través de trabajo de inteligencia sin realizar un solo disparo en Nuevo Laredo, Tamaulipas.

- El 9 de febrero de 2018 fue capturado José María Guizar Valencia, alias Z-43, quien era el líder de la facción Vieja Guardia de Los Zetas, con lo cual quedó desmantelada esta parte del grupo. Con esta captura, el líder de la facción Cartel del Noreste, Juan Gerardo Treviño Chávez, alias El Huevo, queda como el último líder de Los Zetas, aunque esta facción ya funcionaba como una estructura independiente.[40]

- Durante el mes de noviembre de 2019, una nueva orden de aprehension bajo la participación en el delito de delincuencia organizada, con la finalidad de cometer delitos contra la salud, fue interpuesta a Omar Treviño Morales, alias L-42 o Z-42, líder del grupo Los Zetas, arrestado originalmente en el año 2013.[41][42]

- El 20 de febrero de 2020 fue extraditado a Estados Unidos a Jaime González Duránes alias "El Hummer", uno de los líderes fundadores del cártel, acusado por los delitos de conspiración, distribución e importación de cocaína y marihuana, así como lavado de dinero, delincuencia organizada y varios crímenes más.[43][44]

- El 3 de mayo de 2020 fue detenido con fines de extradición a Alfredo Rangel Buendía alias "El Chicles", importante operador de Heriberto Lazcano alías "El Lazca" y tras su muerte, de Miguel Treviño Morales alias el "Z-40". Rangel Buendía cuenta con una orden de aprehensión dictada por la Corte Federal de Distrito para el Distrito de Columbia por su probable responsabilidad en los delitos de asociación delictuosa y contra la salud.[45][46]